# Lituaria kuekenthali
Lituaria kuekenthali är en korallart som beskrevs av S.F. Light 1921. Lituaria kuekenthali ingår i släktet Lituaria och familjen Veretillidae. Inga underarter finns listade i Catalogue of Life.